# Cheiracanthium jovium
Cheiracanthium jovium är en spindelart som beskrevs av Denis 1947. Cheiracanthium jovium ingår i släktet Cheiracanthium och familjen sporrspindlar.
Artens utbredningsområde är Egypten. Inga underarter finns listade i Catalogue of Life.